# Radames Costa
Radames Costa (Ferrara, 1930 – Ferrara, 27 aprile 2020) è stato un politico italiano.

## Biografia
Nato a Ferrara nel 1930, era figlio del partigiano Ugo Costa. Funzionario pubblico, ebbe incarichi dirigenziali presso la Cgil e la federazione provinciale del Partito Comunista Italiano.
Fu presidente della Provincia di Ferrara dal 1967 al 1970 e sindaco di Ferrara dal 1970 al 1980. Dal 1980 al 1990, sempre per il PCI, fu consigliere regionale in Emilia-Romagna e anche assessore regionale al Turismo e Commercio.
Dal 1996 al 2006 ricoprì l'incarico di presidente dell'ANPI ferrarese.
Da tempo malato, è morto il 27 aprile 2020 all'età di novant'anni.